# Składy Najlepszych Zawodniczek PLKK
Składy Najlepszych Zawodniczek PLKK – umowne składy najlepszych zawodniczek Polskiej Ligi Koszykówki Kobiet wybierane co sezon poprzez głosowanie trenerów zespołów PLKK. 
Od sezonu 1978/1979 składy najlepszych zawodniczek polskiej ligi zaczął wybierać Przegląd Sportowy.
pogrubienie – oznacza zawodniczkę, która uzyskała tytuł MVP sezonu regularnego

(x) – liczba w nawiasie oznacza kolejne wybory do I składu tej samej zawodniczki

(Tabela do uzupełnienia)
| Sezon                     | Pierwsza drużyna           | Pierwsza drużyna                    | Pierwsza drużyna                                    |
| Sezon                     | Zawodnik                   | Nar.                                | Zespół                                              |
| ------------------------- | -------------------------- | ----------------------------------- | --------------------------------------------------- |
| 1984/1985                 |                            |                                     |                                                     |
| Anna Jaskurzyńska         | Polska                     | Wisła Kraków                        |                                                     |
| Mariola Pawlak            | Polska                     | Ślęza Wrocław                       |                                                     |
| Grażyna Seweryn           | Polska                     | Wisła Kraków                        |                                                     |
| Marta Starowicz           | Polska                     | Wisła Kraków                        |                                                     |
| Teresa Kępka              | Polska                     | Ślęza Wrocław                       |                                                     |
| 1985/1986                 |                            |                                     |                                                     |
| Anna Jaskurzyńska         | Polska                     | Wisła Kraków                        |                                                     |
| Bożena Sędzicka           | Polska                     | ŁKS Łódź                            |                                                     |
| Mariola Pawlak            | Polska                     | Ślęza Wrocław                       |                                                     |
| Małgorzata Wołujewicz     | Polska                     | Spójnia Gdańsk                      |                                                     |
| Ludmiła Janowska          | Polska                     | ŁKS Łódź                            |                                                     |
| 1986/1987                 |                            |                                     |                                                     |
| Anna Jaskurzyńska         | Polska                     | Wisła Kraków                        |                                                     |
| Mariola Pawlak            | Polska                     | Ślęza Wrocław                       |                                                     |
| Bożena Sędzicka           | Polska                     | ŁKS Łódź                            |                                                     |
| Jadwiga Sidoruk           | Polska                     | ŁKS Łódź                            |                                                     |
| Renata Klatt              | Polska                     | Lech Poznań                         |                                                     |
| Grażyna Seweryn           | Polska                     | Wisła Kraków                        |                                                     |
| 1987/1988                 | Małgorzata Urbankowska     | Polska                              | Włókniarz Pabianice                                 |
| 1987/1988                 | Anna Jelonek               | Polska                              | Wisła Kraków                                        |
| 1987/1988                 | Grażyna Seweryn            | Polska                              | Wisła Kraków                                        |
| 1987/1988                 | Marta Starowicz            | Polska                              | Wisła Kraków                                        |
| 1987/1988                 | Małgorzata Gliszczyńska    | Polska                              | Włókniarz Pabianice                                 |
| 1988/1989                 |                            |                                     |                                                     |
| Małgorzata Gliszczyńska   | Polska                     | Włókniarz Pabianice                 |                                                     |
| Małgorzata Urbankowska    | Polska                     | Włókniarz Pabianice                 |                                                     |
| Małgorzata Wołujewicz     | Polska                     | Spójnia Gdańsk                      |                                                     |
| Lucyna Karpierz           | Polska                     | Spójnia Gdańsk                      |                                                     |
| Renata Langosz            | Polska                     | Olimpia Poznań                      |                                                     |
| 1989/1990                 | Jadwiga Sidoruk            | Polska                              | Włókniarz Pabianice                                 |
| 1989/1990                 | Małgorzata Urbankowska     | Polska                              | Włókniarz Pabianice                                 |
| 1989/1990                 | Małgorzata Gliszczyńska    | Polska                              | Włókniarz Pabianice                                 |
| 1989/1990                 | Małgorzata Czerlonko       | Polska                              | Spójnia Gdańsk                                      |
| 1989/1990                 | Krystyna Szymańska         | Polska                              | Polonia Warszawa                                    |
| 1990/1991                 |                            |                                     |                                                     |
| Jadwiga Sidoruk           | Polska                     | Włókniarz Pabianice                 |                                                     |
| Małgorzata Urbankowska    | Polska                     | Włókniarz Pabianice                 |                                                     |
| Małgorzata Czerlonko      | Polska                     | Spójnia Gdańsk                      |                                                     |
| Dorota Poźniak            | Polska                     | Start Lublin                        |                                                     |
| Gabriela Mróz             | Polska                     | Stal Brzeg                          |                                                     |
| 1991/1992                 |                            |                                     |                                                     |
| Jadwiga Sidoruk           | Polska                     | Włókniarz Pabianice                 |                                                     |
| Małgorzata Urbankowska    | Polska                     | Włókniarz Pabianice                 |                                                     |
| Gabriela Mróz             | Polska                     | Stal Brzeg                          |                                                     |
| Małgorzata Czerlonko      | Polska                     | Spójnia Gdańsk                      |                                                     |
| Grażyna Seweryn           | Polska                     | Włókniarz Pabianice                 |                                                     |
| 1995/1996                 |                            |                                     |                                                     |
| Małgorzata Storożyńska    | Polska                     | Włókniarz Pabianice                 |                                                     |
| 1996/1997                 |                            |                                     |                                                     |
| Małgorzata Storożyńska    | Polska                     | Włókniarz Pabianice                 |                                                     |
| 1997/1998                 |                            |                                     |                                                     |
| Daiva Jodeikaitė          | Litwa                      | ŁKS Łódź                            |                                                     |
| Olga Pantelejewa          | Rosja                      | Fota Porta Gdynia                   |                                                     |
| Dorota Szwichtenberg      | Polska                     | Fota Porta Gdynia                   |                                                     |
| Krystyna Szymańska-Lara   | Polska                     | Wisła Kraków                        |                                                     |
| Elżbieta Trześniewska     | Polska                     | ŁKS Łódź                            |                                                     |
| 2000/2001*                |                            |                                     |                                                     |
| Małgorzata Dydek          | Polska                     | Polpharma VBW Clima Gdynia          |                                                     |
| Sylwia Wlaźlak            | Polska                     | Polfa Pabianice                     |                                                     |
| Edyta Koryzna             | Polska                     | Polfa Pabianice                     |                                                     |
| Agnieszka Bibrzycka       | Polska                     | SMS Warszawa                        |                                                     |
| Gabriela Mróz-Czerkawska  | Polska                     | Kama Odra Brzeg                     |                                                     |
| 2001/2002*                |                            |                                     |                                                     |
| Beata Predehl             | Polska                     | Toya Ślęza Wrocław                  |                                                     |
| Beata Krupska-Tyszkiewicz | Polska                     | Łączność Olsztyn                    |                                                     |
| Agnieszka Szott           | Polska                     | Toya Ślęza Wrocław                  |                                                     |
| Elżbieta Trześniewska     | Polska                     | Polfa Pabianice                     |                                                     |
| Małgorzata Dydek          | Polska                     | Lotos VBW Clima Gdynia              |                                                     |
| 2003/2004                 |                            |                                     |                                                     |
| Katarzyna Dulnik          | Polska                     | Bank Spółdzielczy Sure Shot Wołomin |                                                     |
| 2004/2005                 |                            |                                     |                                                     |
| Beata Krupska-Tyszkiewicz | Polska                     | AZS Poznań                          |                                                     |
| Edyta Koryzna             | Polska                     | CCC Polkowice                       |                                                     |
| Agnieszka Bibrzycka       | Polska                     | Lotos VBW Clima Gdynia              |                                                     |
| Elżbieta Trześniewska     | Polska                     | PZU Polfa Pabianice                 |                                                     |
| Małgorzata Dydek          | Polska                     | Lotos VBW Clima Gdynia              |                                                     |
| 2015/2016                 | Sharnee Zoll-Norman        | Stany Zjednoczone                   | Ślęza Wrocław                                       |
| 2015/2016                 | Angelika Stankiewicz       | Polska                              | CCC Polkowice                                       |
| 2015/2016                 | Agnieszka Bibrzycka        | Polska                              | Basket 90 Gdynia                                    |
| 2015/2016                 | Justyna Żurowska-Cegielska | Polska                              | Wisła Can-Pack Kraków                               |
| 2015/2016                 | Amisha Carter              | Stany Zjednoczone                   | Artego Bydgoszcz                                    |
| 2016/2017                 | Sharnee Zoll-Norman (2)    | Stany Zjednoczone                   | Ślęza Wrocław                                       |
| 2016/2017                 | Darxia Morris              | Stany Zjednoczone                   | Energa Toruń                                        |
| 2016/2017                 | Agnieszka Skobel           | Polska                              | Ślęza Wrocław                                       |
| 2016/2017                 | Courtney Hurt              | Stany Zjednoczone                   | InvestInTheWest AZS AJP Gorzów Wlkp.                |
| 2016/2017                 | Ewelina Kobryn             | Polska                              | Wisła Can-Pack Kraków                               |
| 2017/2018                 | Sharnee Zoll-Norman (3)    | Stany Zjednoczone                   | Ślęza Wrocław                                       |
| 2017/2018                 | Alysha Clark               | Stany Zjednoczone                   | CCC Polkowice                                       |
| 2017/2018                 | Kahleah Copper             | Stany Zjednoczone                   | Basket 90 Gdynia                                    |
| 2017/2018                 | Temitope Fagbenle          | /                                   | CCC Polkowice                                       |
| 2017/2018                 | Uju Ugoka                  | Nigeria                             | Pszczółka Polski-Cukier AZS-UMCS Lublin             |
| 2018/2019                 | Brianna Kiesel             | Stany Zjednoczone                   | Pszczółka Polski-Cukier AZS-UMCS Lublin             |
| 2018/2019                 | Tiffany Hayes              | Stany Zjednoczone                   | CCC Polkowice                                       |
| 2018/2019                 | Emma Cannon                | Stany Zjednoczone                   | Arka Gdynia                                         |
| 2018/2019                 | Temitope Fagbenle (2)      | /                                   | CCC Polkowice                                       |
| 2018/2019                 | Dragana Stanković          | Serbia                              | Artego Bydgoszcz                                    |
| 2019/2020                 | Brianna Kiesel (2)         | Stany Zjednoczone                   | Artego Bydgoszcz                                    |
| 2019/2020                 | Kahleah Copper (2)         | Stany Zjednoczone                   | PolskaStrefaInwestycji Enea Gorzów Wielkopolski     |
| 2019/2020                 | Rebecca Allen              | Australia                           | Arka Gdynia                                         |
| 2019/2020                 | Laura Miškinienė           | Litwa                               | Artego Bydgoszcz                                    |
| 2019/2020                 | Maryja Papowa              | Białoruś                            | Arka Gdynia                                         |
| 2020/2021                 | Keisha Hampton             | Stany Zjednoczone                   | CCC Polkowice                                       |
| 2020/2021                 | Alice Kunek                | Australia                           | VBW Arka Gdynia                                     |
| 2020/2021                 | Aaryn Ellenberg-Wiley      | Stany Zjednoczone                   | CCC Polkowice                                       |
| 2020/2021                 | Laura Miškinienė (2)       | Litwa                               | VBW Arka Gdynia                                     |
| 2020/2021                 | Barbora Bálintová          | Słowenia                            | VBW Arka Gdynia                                     |
| 2021/2022                 | Kamiah Smalls              | Stany Zjednoczone                   | Pszczółka Polski-Cukier AZS-UMCS Lublin             |
| 2021/2022                 | Natasha Mack               | Stany Zjednoczone                   | Pszczółka Polski-Cukier AZS-UMCS Lublin             |
| 2021/2022                 | Jessica January            | Stany Zjednoczone                   | CTL Zagłębie Sosnowiec                              |
| 2021/2022                 | Stephanie Mavunga          | Stany Zjednoczone                   | BC Polkowice                                        |
| 2021/2022                 | Megan Gustafson            | Stany Zjednoczone                   | VBW Arka Gdynia                                     |
| 2022/2023                 | Alanna Smith               | Stany Zjednoczone                   | PolskaStrefaInwestycji Enea Gorzów Wielkopolski     |
| 2022/2023                 | Sparkle Taylor             | Stany Zjednoczone                   | Polski Cukier AZS-UMCS Lublin                       |
| 2022/2023                 | Zala Friškovec             | Słowenia                            | BC Polkowice                                        |
| 2022/2023                 | Stephanie Mavunga          | Stany Zjednoczone                   | BC Polkowice                                        |
| 2022/2023                 | Erica Wheeler              | Stany Zjednoczone                   | BC Polkowice                                        |
| 2023/2024                 | Chloe Bibby                | Australia                           | PolskaStrefaInwestycji Enea AJP Gorzów Wielkopolski |
| 2023/2024                 | Weronika Telenga           | Polska                              | PolskaStrefaInwestycji Enea AJP Gorzów Wielkopolski |
| 2023/2024                 | Zala Friškovec             | Słowenia                            | KGHM BC Polkowice                                   |
| 2023/2024                 | Rennia Davis               | Stany Zjednoczone                   | VBW Arka Gdynia                                     |
| 2023/2024                 | Alexa Held                 | Stany Zjednoczone                   | 1KS Ślęza Wrocław                                   |

(*) – oznacza skład najlepszych polskich zawodniczek sezonu